# 7620 Willaert
7620 Willaert (4077 P-L) là một tiểu hành tinh vành đai chính được phát hiện ngày 24 tháng 9 năm 1960 bởi C. J. van Houten, I. van Houten-Groeneveld, và T. Gehrels ở Đài thiên văn Palomar.